# 莫納斯特羅克 (赫梅利尼茨基州)
49°17′29″N 27°9′32″E / 49.29139°N 27.15889°E
莫納斯特羅克（羅馬化：Monastyrok）是位於烏克蘭西部的村莊，由赫梅利尼茨基州赫梅利尼茨基區的羅茲索沙市鎮負責管轄。該村面積1.1平方公里，海拔高度370米，2001年人口260，人口密度每平方公里236.8人。